# Glorior Belli
Glorior Belli — французская блэк-метал-группа из Парижа, основанная в 2002 году.

## История
Glorior Belli была основана в Париже в 2002 году. Спустя два года, группа записала демо под названием Evil Archaic Order, а в 2005 году вышел их дебютный альбом, Ô Laudate Dominvs. Следом, в 2007 году, последовал второй альбом Manifesting the Raging Beast. Оба альбома содержали сырой, мрачный, бескомпромиссный, но запоминающийся блэк-метал в духе Deathspell Omega, Watain и классической Mayhem. В 2009 году группа выпустила альбом Meet Us at the Southern Sign. В конечном итоге французский коллектив подписал контракт с лейблом Metal Blade и вскоре после этого, осенью 2011 года, выпустил альбом The Great Southern Darkness. Gators Rumble, Chaos Unfurls, пятый студийный альбом, был выпущен в 2013 году. 13 апреля 2016 года вышел сингл «Lies-Strangled Skies», а 6 мая на лейбле Agonia Records вышел альбом Sundown (The Flock That Welcomes). Седьмой альбом, The Apostates, вышел 6 апреля 2018 года на лейбле Season of Mist.

## Состав
- Julien — вокал, гитара (2002-н.в.)
- Quentin — гитара (2012-н.в.)
- Søren — бас-гитара (2012-н.в.)
- Jacques — ударные (2012-н.в.)

### Бывшие участники
- Antares — ударные (2002—2009)
- Nefastvs — гитара (2004—2006)
- Dispater — бас-гитара (2005—2007)
- M:A Fog — ударные (2006—2008)
- Alastor — гитара (2007—2010)
- Gionata Potenti — ударные (2010)
- Hervé — гитара (2010—2011)
- Florian — бас-гитара (2011—2012)
- Julien Granger — ударные (2012)
- Remy C — гитара (2012)

## Дискография

### Студийные альбомы
- 2005 — Ô Laudate Dominvs
- 2007 — Manifesting the Raging Beast
- 2009 — Meet Us at the Southern Sign
- 2011 — The Great Southern Darkness
- 2013 — Gators Rumble, Chaos Unfurls
- 2016 — Sundown (The Flock That Welcomes)
- 2018 — The Apostates

### Демо
- 2003 — Evil Archaic Order

### Сплиты
- 2011 — Rites of Spiritual Death